# オリンピックeスポーツシリーズ
オリンピックeスポーツシリーズ（英: Olympic Esports Series、略称: OES）は、国際オリンピック委員会（IOC）が各国際競技連盟（IF）やゲームパブリッシャーと連携し設立したeスポーツの世界大会。
過去に開催されたオリンピック・バーチャルシリーズの後身。

## 概要
オリンピックeスポーツシリーズは2023年3月1日に開幕し、世界中のプレイヤーが各競技の予選に参加、6月22日 - 25日にシンガポールで開催される「オリンピックeスポーツウィーク」の一部として決勝戦が行われた。
アーチェリー（Tic Tac Bow）、野球（WBSC eBASEBALLパワフルプロ野球）、チェス（Chess.com）、セーリング（バーチャルレガッタ）、テニス（Tennis Clash）、モータースポーツ（グランツーリスモ7）の6競技では、参加資格や条件などが合えば誰でも参加できるオープンエントリー制の予選を実施。
以下、各競技は招待制である。サイクリング（Zwift）では、自転車競技シリーズ「Zwiftグランプリ」と「2023年UCIサイクリングeスポーツ世界選手権」の上位16名（女子8名、男子8名）を招待し、男女混合になり4チームに分かれた。
テコンドー（Virtual Taekwondo）では、オリンピック出場経験がある選手および、将来有望なシンガポールのユースアスリート8名を招待した。
ダンス（JUST DANCE）では、Ubisoftと世界ダンススポーツ連盟が、「Just Dance World Cup」の参加者の中から選抜し8名の選手を招待した。
射撃（フォートナイト）では、フォートナイト世界選手権シリーズ（FNCS）から12名の選手を招待した。
同大会は2027年からオリンピックeスポーツゲームズに改称され、サウジアラビアのリヤドで開催予定。

## オリンピックeスポーツウィーク
2022年11月16日、国際オリンピック委員会は「第1回オリンピックeスポーツウイーク」を、2023年6月22日から25日までの4日間、シンガポールのサンテック・シンガポール国際会議展示場で開催することを発表した。第1回オリンピックeスポーツウイークは、国際オリンピック委員会とシンガポールオリンピック委員会（SNOC）が提携し開催されたイベント。最新テクノロジーの展示、パネルディスカッション、教育セッション、オリンピックeスポーツシリーズの決勝戦などを実施した。

## 競技で使用されるゲーム
| 競技             | ゲーム                         |
| ---------------- | ------------------------------ |
| アーチェリー     | Tic Tac Bow                    |
| サイクリング     | Zwift                          |
| 射撃             | フォートナイト                 |
| セーリング       | バーチャルレガッタ             |
| ダンス           | JUST DANCE                     |
| チェス           | Chess.com                      |
| テコンドー       | Virtual Taekwondo              |
| テニス           | Tennis Clash                   |
| モータースポーツ | グランツーリスモ7              |
| 野球             | WBSC eBASEBALLパワフルプロ野球 |

## 大会結果

### 第1回
開催年：2023年 
開催国： シンガポール
| 競技                                      | 順位                               | 順位                         | 順位                           |
| 競技                                      | 優勝                               | 準優勝                       | 3位                            |
| ----------------------------------------- | ---------------------------------- | ---------------------------- | ------------------------------ |
| アーチェリー                              | ジャレッド・モンゴメリー           | デビッド・チャン             | 竹林京介                       |
| サイクリング                              | チーム・フエゴ                     | チーム・エピック             | チーム・ラバ                   |
| インショアセーリング オフショアセーリング | ティム・カーペンティア             | キャバン・フィアンズ         | フランシスコ・メロ             |
| インショアセーリング オフショアセーリング | バティスト・ルノー                 | ザビエル・コキアール         | オーレリー・マーティン         |
| ダンス                                    | ディナ・アマンディーヌ・モリセット | ジョセフ・コルデロ           | アントニーノ・ポミリア         |
| チェス                                    | アレクセイ・サラナ                 | マクシム・チガエフ           | グエン・ゴック・チュオン・ソン |
| テコンドー                                | ナイジェル・タン                   | ナタリー・トール             | ウ・ジンユ                     |
| テニス                                    | アナス・ベンガジ                   | フー・シァンハオ             | ウィリアム・フォスター         |
| モータースポーツ                          | キリアン・ドルモン                 | ウィリアム・マードック       | アンゲル・イノストローザ       |
| 野球                                      | 森翔真                             | 堀池大樹                     | ワン・チアミン                 |
| 射撃                                      | ルーカス・マリッサ                 | アレクサンダー・フェイジュー | アンドレイ・ピラトフ           |